# Кантон Јура
Република и кантон Јура (скраћеница JU, фр. République et Canton du Jura Француски:  ( слушај),  ) је кантон у западном делу Швајцарске. Главни град кантона и његово највеће насеље је град Делемон.

## Природне одлике
Кантон Јура обухвата део брдско-кречњачког подручја Јура. По овим планинама име је добила геолошка ера у којој су настале (Јура). Реке овог кантона припадају сливовима Рајне и Роне. Површина кантона Јура је 839 km². Највиши врх је на 1302 метра.

## Историја
Јура је 1815. г. додељена кантону Берн. То изазвало незадовољство месног становништва, јер је Берн претежно германофонски и протестантски кантон, док је Јура франкофона и римокатоличка. Покрет за издвајање из Берна и образовање посебног кантона ојачао је после Другог светског рата. Јура се издвојила после националног референдума 1978. г., а 1979. г. је званично постала један од кантона. Један део Јуре (франкофонски, али доминантно протестантски) остао је у кантону Берн и назива се Бернска Јура.

## Окрузи
1. Делемон - седиште Делемон,
2. Порентру - седиште Порентру,
3. Франше-Монтањ - седиште Сењелегије.

## Становништво и насеља
Кантон Јура је имао 69.822 становника 2008. г.
У кантону Јура се доминира француски језик, који је и једини званичан језик. Становништво је углавном римокатоличко (75%) са протестантском мањином (13%).
Највећи градови су:
- Делемон, 11.000 ст. - главни град кантона
- Порентру, 7.000 ст.
- Басекур, 3.000 становника.

## Привреда
Главне привредне гране су: сточарство, узгој коња, израда сатова, производња текстила и дувана. Јура је један од најсиромашнијих швајцарских кантона (30% националног просека).

## Галерија слика
- Главни град кантона, Делемон
- Најважнија река Дуб
- Јура је позната по коњима
- Стари град Порентру